# Фридрих Карл Лудвиг фон Хоенлое-Кирхберг
Фридрих Карл Лудвиг фон Хоенлое-Кирхберг (на немски: Friedrich Carl Ludwig Prinz zu Hohenlohe-Kirchberg; * 19 ноември 1751, Кирхберг ан дер Ягст, Щутгарт; † 12 септември 1791, Вайкерсхайм) е принц от Хоенлое-Кирхберг и главен полковник.

## Произход
Той е син на 1. княз Карл Август фон Хоенлое-Кирхберг (1707 – 1767) и третата му съпруга принцеса Каролина София фон Хоенлое (1715 – 1770), дъщеря на 1. княз Йохан Фридрих II фон Хоенлое-Нойенщайн-Йоринген (1683 – 1765) и ландграфиня Доротея София фон Хесен-Дармщат (1689 – 1723). Внук е на граф Фридрих Еберхард фон Хоенлое-Кирхберг (1672 – 1737) и първата му съпруга графиня Фридерика Албертина фон Ербах-Фюрстенау (1683 – 1709). По-големите му полубратя са Кристиан Фридрих Карл (1729 – 1819), 2. княз на Хоенлое-Кирхберг, Фридрих Вилхелм фон Хоенлое-Кирхберг (1732 – 1796), генерал на Бохемия, Фридрих Еберхард (1737 – 1804), полковник на Вюртемберг.
Фридрих Карл Лудвиг умира на 39 години на 12 септември 1791 г. във Вайкерсхайм и е погребан там.

## Фамилия
Първи брак: на 14 август 1778 г. във Вертхайм ам Майн с графиня Фридерика Каролина Вилхелмина Амьона фон Льовенщайн-Вертхайм-Вирнебург (* 17 март 1757, Вертхайм; † 19 декември 1839, Кирхберг), дъщеря на граф Карл Лудвиг фон Льовенщайн-Вертхайм-Вирнебург (1712 – 1779) и Анна Шарлота Дейм, фрайин фон Щритец (1722 – 1783). Развеждат се през 1785 г. Те имат двама сина:
- Карл Фридрих Лудвиг Хайнрих фон Хоенлое-Кирхберг (* 2 ноември 1780, Кирхберг; † 16 декември 1861, Кирхберг), княз на Хоенлое-Кирхберг, женен на 26 май 1821 г. в Улм за графиня Мария фон Урах (* 17 декември 1802, Берлин; † 28 януари 1882, Кирхберг); няма деца
- Фридрих Карл Лудвиг фон Хоенлое-Кирхберг (* 17 октомври 1782, Кирхберг; † 12 юли 1790, Кирхберг), граф

Втори брак: на 19 декември 1787 г. в Лаубах с графиня Кристиана Луиза фон Золмс-Лаубах (* 7 август 1754; † 3 март 1815, погребана във Вюрцбург), дъщеря на граф Кристиан Август фон Золмс-Лаубах (1714 – 1784) и третата му съпруга Доротея Вилхелмина Бьотихер, гарфиня фон Льовензе (1725 – 1754). Те имат две деца: 
- Кристиан Лудвиг Фридрих Хайнрих фон Хоенлое-Кирхберг (* 22 декември 1788, Вайкерсхайм; † 23 април 1859, Санкт Петербург), принц, женен I. в Санкт Петербург 1833 г. за Катарина Ивановна Голубцова от Русия (* 13 май 1801; † 29 март 1840, погребана в Санкт Петербург), II. на 17/29 юли 1856 г. в Санкт Петербург за Анна Ландцерт, направена 1856 г. графиня фон Лобенхаузен (* 23 март 1823, Санкт Петербург; † 20 април 1871, Санкт Петербург); няма деца
- София Амалия Каролина Франзиска фон Хоенлое-Кирхберг (* 27 януари 1790; † 13 февруари 1868, дворец Кюнцелзау), омъжена 1834 г. в дворец Кюнцелзау за граф Август Фридрих Георг Емануел фон Роде (* 3 февруари 1780; † 25 ноември 1846); няма деца